# Mary Deros
Mary Deros est une femme politique québécoise, conseillère municipale de Parc-Extension depuis 1998, quartier qu'elle représente au conseil municipal de Montréal.
Deros siège au comité exécutif montréalais de l'administration du maire intérimaire Michael Applebaum en tant que responsable des communautés culturelles. Elle est auparavant membre du comité exécutif des administrations de Pierre Bourque et de Gérald Tremblay. Initialement élue membre du parti Vision Montréal, Deros se joint  ensuite à Union Montréal avant de devenir conseillère indépendante en décembre 2012. En juin 2013, elle se rallie à la nouvelle Équipe Denis Coderre. 
À partir de la constitution des arrondissements à Montréal en 2002, Deros siège également, de par sa fonction de conseillère du district de Parc-Extension, au conseil d'arrondissement de Villeray–Saint-Michel–Parc-Extension. 

## Jeunesse et carrière
Mary Deros est née à Athènes en Grèce, dans une famille d'origine grecque et arménienne. Pendant le génocide arménien, son père fuit la Turquie pour vivre sur l'île grecque de Samos. Elle déménage avec sa famille à Montréal en 1958, alors qu'elle avait sept ans. Elle parle couramment le grec, l'arménien, le français et l'anglais et est une bénévole bien connue dans Parc-Extension avant de se lancer en politique municipale. 

## Vie politique

### Débuts à Vision Montréal
Mary Deros est élue pour la première fois au conseil municipal de Montréal pour le district de Parc-Extension lors des élections municipales de 1998. Son parti, Vision Montréal, remporte la majorité au conseil lors de cette élection sous la direction du maire Pierre Bourque et Deros est nommée au comité exécutif en novembre 1998 avec la responsabilité des sports, des loisirs, du développement social et des quartiers. Elle siège également au comité exécutif de la Régie régionale de la santé de Montréal. Elle supervise la conversion de certains terrains de baseball municipaux en terrains de soccer en 2000, affirmant que celui-ci devenait un sport de plus en plus populaire dans la ville. En 2001, elle joue un rôle majeur dans l'organisation du défilé du Jour de l'Indépendance grecque à Montréal. 
En septembre 2000, Deros est nommée représentante de la ville au sein de la Communauté métropolitaine de Montréal, une nouvelle instance de gouvernance régionale. Au cours de la même période, elle soutient la campagne du maire Bourque visant à fusionner toutes les municipalités de l'île de Montréal en une seule ville. 

### Départ vers Union Montréal
Deros est réélue lors des élections municipales de 2001, au cours desquelles Vision Montréal est battu par l'Union des citoyens de l'île de Montréal de Gérald Tremblay. Maintenant dans l'opposition, elle n'occupe plus aucune fonction au sein du conseil exécutif. Elle est réélue pour un troisième mandat en 2005.
En 2007, Deros mène avec brio une campagne afin d'empêcher que l'avenue du Parc ne soit renommée en l'honneur de l'ancien premier ministre du Québec, Robert Bourassa. Elle fait également campagne pour la construction d'un stade de soccer intérieur. 
Après neuf ans au sein de Vision Montréal, Deros se joint en décembre 2007 au parti du maire Tremblay, renommé Union Montréal. Elle déclare qu'elle y a réfléchi pendant plusieurs mois et affirme : « Depuis le départ de M. Bourque [en 2006], le parti n'est plus le même ». Le 28 janvier 2009, Tremblay reconduit Deros au comité exécutif de la ville avec la responsabilité du développement communautaire, social et des familles. 
Deros est réélue pour un quatrième mandat lors des élections municipales de 2009 et se voit confier la responsabilité des communautés culturelles à la suite d'un remaniement du comité exécutif en novembre 2009. En avril 2011, elle se voit confier des responsabilités supplémentaires relatives à la jeunesse. 

### Démission d'Union Montréal
Gérald Tremblay démissionne de son poste de maire de Montréal en novembre 2012 et est remplacé par Michael Applebaum. Deros demeure membre du comité exécutif, gardant la responsabilité des communautés culturelles tout en délaissant le portefeuille de la jeunesse. Elle démissionne d'Union Montréal le 5 décembre 2012, affirmant qu'elle préférait l'approche collégiale du nouveau maire à l'égard du gouvernement. Deros conserve son poste au comité exécutif après que Laurent Blanchard succède à Applebaum, également démissionnaire, comme maire en juin 2013.

### Intégration de l'Équipe Denis Coderre
À l'occasion des élections municipales de 2013, elle se rallie au parti Équipe Denis Coderre qui est porté au pouvoir. Lors du départ de Denis Coderre de la politique municipale en 2017, elle demeure au sein du parti, qui forme l'opposition officielle et est renommé Ensemble Montréal. 